# 39 Летиција
39 Летиција (енгл. 39 Laetitia) је астероид главног астероидног појаса. Приближан пречник астероида је 149,52 km,
а средња удаљеност астероида од Сунца износи 2,767 астрономских јединица (АЈ).
Инклинација (нагиб) орбите у односу на раван еклиптике је 10,386 степени, а орбитални период износи 1681,763 дана (4,604 године). Ексцентрицитет орбите астероида износи 0,115.
Апсолутна магнитуда астероида износи 6,10 а геометријски албедо 0,286.
Астероид је откривен 8. фебруара 1856. године.